# San Javier (Santa Fe)
San Javier – miasto w Argentynie w prowincji Santa Fe.
W 2010 roku miasto liczyło 13,6 tys. mieszkańców.